# Beatriz Merino
Martha Beatriz Merino Lucero (sinh ngày 15 tháng 11 năm 1947) là một luật sư, học giả và chính trị gia người Peru, từng giữ chức Thủ tướng Peru vào năm 2003 – trở thành người phụ nữ đầu tiên đảm nhiệm vị trí này trong lịch sử đất nước. Trước đó, bà từng là Thượng nghị sĩ và Hạ nghị sĩ từ năm 1990 đến năm 2000. Sau nhiệm kỳ trong nội các của Tổng thống Alejandro Toledo, Merino được Quốc hội Peru bổ nhiệm làm Thanh tra Nhân quyền Quốc gia (Defensora del Pueblo) từ năm 2005 đến 2011 – trở thành người phụ nữ thứ hai giữ cương vị này.
Là một trong những nhân vật nữ có ảnh hưởng lớn tại Peru, hiện nay Merino là thành viên Hội đồng Lãnh đạo Phụ nữ Thế giới – một mạng lưới quốc tế gồm các nữ Tổng thống và Thủ tướng đương nhiệm hoặc tiền nhiệm, với sứ mệnh huy động các nữ lãnh đạo cấp cao trên toàn cầu hành động tập thể cho các vấn đề cấp thiết liên quan đến phụ nữ và phát triển công bằng.

## Thời niên thiếu và học vấn
Martha Beatriz Merino Lucero sinh ngày 15 tháng 11 năm 1947 tại Lima, Peru. Cha bà là Augusto Merino Abrego (1915–2015), một công chức nhà nước, từng giữ chức Thủ quỹ và Giám đốc Tài chính của chính quyền quận San Isidro. Trong suốt sự nghiệp và qua nhiều cuộc phỏng vấn với truyền thông, Merino nhiều lần nhấn vai trò ảnh hưởng to lớn của người cha trong quá trình phát triển sự nghiệp của mình. Mẹ bà là Aída Lucero (1916–2013).
Sau khi hoàn thành chương trình trung học tại Trường Giáo xứ Santa Rosa ở quận Lince, Merino theo học tại Đại học Quốc gia San Marcos – nơi bà tốt nghiệp ngành luật năm 1970. Sau đó, bà nhận được học bổng để theo học chương trình sau đại học tại Trường Kinh tế và Khoa học Chính trị Luân Đôn (LSE), nơi bà lấy bằng Thạc sĩ Luật (LL.M.) chuyên về Luật Thuế vào năm 1972. Tiếp tục con đường học vấn tại Hoa Kỳ, bà nhận học bổng Fulbright để theo học bằng Thạc sĩ Luật thứ hai tại Đại học Harvard, trở thành người phụ nữ Peru đầu tiên tốt nghiệp Trường Luật Harvard vào năm 1977.

## Sự nghiệp
Sau khi tốt nghiệp Harvard, Martha Merino bắt đầu sự nghiệp tại công ty Procter & Gamble, đảm nhiệm các vị trí Giám đốc phụ trách Pháp lý, Thương mại, Quốc tế, Môi trường và Doanh nghiệp. Bà làm việc tại các văn phòng của công ty tại Lima, Caracas (trụ sở khu vực Mỹ Latinh) và Cincinnati (trụ sở toàn cầu). Bà cũng là Giám đốc của Procter & Gamble tại Peru, Ecuador, Chile, Bolivia và Colombia, từ tháng 1 năm 1979 đến tháng 11 năm 1989, và từ tháng 7 năm 1992 đến tháng 12 năm 1994.
Năm 1989, nhà văn Mario Vargas Llosa mời bà tranh cử vào Thượng viện Peru trong cuộc tổng tuyển cử năm 1990. Tranh cử dưới liên minh Mặt trận Dân chủ (FREDEMO), cuối cùng bà đã được bầu chọn cùng với hai mươi ứng cử viên khác từ Đảng Nhân dân Thiên Chúa giáo và Đảng Hành động Nhân dân Peru, trong khi bản thân bà là thành viên của Phong trào Tự do.
Trong thời gian làm Thượng nghị sĩ, bà giữ chức Chủ tịch Ủy ban Môi trường, Sinh thái và Amazon, cũng như Ủy ban Quyền Phụ nữ. Nhiệm kỳ của bà kết thúc đột ngột vào ngày 5 tháng 4 năm 1992, khi Tổng thống Alberto Fujimori tự giải tán Quốc hội bằng một cuộc "tự đảo chính". Bà trở lại Quốc hội đơn viện mới được thành lập năm 1995, tranh cử với tư cách độc lập trong liên minh Mặt trận Đạo đức Độc lập do Fernando Olivera lãnh đạo. Bà hoạt động mạnh mẽ trong vai trò đối lập, đưa ra nhiều dự luật nhằm chống lại chế độ Fujimori.
Năm 1993, bà thành lập Công ty Luật Merino & Reaño, nơi bà tập trung chuyên sâu về pháp luật thương mại, lao động, doanh nghiệp và môi trường. Bà là thành viên điều hành cấp cao từ năm 1993 đến 2001.
Gần đến kỳ bầu cử năm 2000, thị trưởng Lima – ông Alberto Andrade – đã mời bà làm ứng viên phó tổng thống thứ hai trong liên danh "We Are Peru", cùng với ông Luis Guerrero là ứng viên phó tổng thống thứ nhất. Mặc dù có chỉ số ủng hộ tích cực ban đầu, nhưng các thủ đoạn của chính phủ – đứng đầu là Cơ quan Tình báo Quốc gia – đã phát động chiến dịch bôi nhọ nhằm vào ông Andrade, khiến ông thất bại trong cuộc bầu cử.
Sau khi Fujimori bị lật đổ cuối năm 2000, Merino được bổ nhiệm làm Cục trưởng Cục Thuế nội địa Peru (SUNAT), giữ chức từ năm 2001 đến 2003. Trong nhiệm kỳ hai năm này, bà còn kiêm nhiệm vai trò giám đốc chương trình thạc sĩ về thuế và chính sách tài khóa tại Đại học Lima.

### Thủ tướng Peru (2003)
Ngày 23 tháng 6 năm 2003, Merino được Tổng thống Alejandro Toledo bổ nhiệm làm Chủ tịch Hội đồng Bộ trưởng Peru (tương đương Thủ tướng) – đây là chức vụ chính trị cao nhất từng được một phụ nữ nắm giữ trong lịch sử Peru. Trong nhiệm kỳ ngắn ngủi, bà đã thúc đẩy thành công dự luật cải cách thuế và đặt nền móng cho quá trình hiện đại hóa cơ cấu chính phủ Peru.
Ngày 18 tháng 7 năm 2003, bà trình bày trước Quốc hội về chính sách tổng thể của chính phủ và yêu cầu bỏ phiếu tín nhiệm. Merino nhấn mạnh các chính sách kinh tế và chiến lược phát triển kinh tế - việc làm của chính phủ. Bà nhận được sự tín nhiệm từ Quốc hội với 61 phiếu thuận, 1 phiếu chống và 17 phiếu trắng.
Thời gian giữ chức của bà được đánh giá là giúp tăng mức tín nhiệm của chính phủ Toledo. Tuy nhiên, bà đã từ chức vào ngày 15 tháng 12 năm 2003 theo yêu cầu của Tổng thống, với lý do có những bất đồng trong cách điều hành chính sách.
Đầu tháng 12 năm 2003, một chương trình truyền hình đã đặt nghi vấn về việc bà Merino bị cáo buộc lạm dụng ảnh hưởng để giúp đỡ bạn bè và người thân trong thời gian làm Cục trưởng SUNAT. Trước truyền thông, bà bác bỏ các cáo buộc này và tuyên bố mình không can thiệp vào việc tuyển dụng. Sau đó, bà rời Peru để tham dự các hội nghị học thuật tại Hoa Kỳ. Ngày 13 tháng 12, Tổng thống Toledo yêu cầu toàn bộ nội các và 7 cố vấn tổng thống từ chức.
Khi trở lại Lima, Merino giải thích rằng bà đã nộp đơn từ chức từ ngày 1 tháng 12, nhưng Tổng thống Toledo đề nghị bà ở lại thêm một thời gian cho đến khi tìm được người kế nhiệm. Bà cũng tiết lộ rằng hồi tháng 10, một chức sắc cao cấp trong Giáo hội Công giáo đã gặp riêng bà để thông báo rằng một chính trị gia nào đó đã tố cáo và đặt nghi vấn về đạo đức của bà. Người kế nhiệm bà là Carlos Ferrero, thành viên chủ chốt của đảng Possible Peru và là Chủ tịch Quốc hội trong ba năm liền.

### Người Bảo vệ Nhân dân (2005–2011)
Sau khi từ chức Thủ tướng, Merino vẫn giữ mức ủng hộ cao trong công chúng. Ngày 29 tháng 9 năm 2005, Quốc hội Peru bầu chọn bà làm Người Bảo vệ Nhân dân (Defensora del Pueblo) thứ hai của Peru, kế nhiệm quyền Defensor Walter Albán. Trước đó, Quốc hội đã không thể bổ nhiệm vị trí này kể từ khi nhiệm kỳ của Jorge Santistevan de Noriega kết thúc năm 2000. Bà được đề cử bởi khối nghị sĩ của liên minh Đoàn kết Dân tộc (Unidad Nacional). Trước khi được bầu, bà từng làm việc tại Ngân hàng Thế giới trong vai trò Chuyên gia cao cấp về khu vực công, phụ trách các vấn đề về quản lý thuế, cải cách nhà nước và củng cố vai trò của nghị viện tại Mỹ Latinh.
Trong nhiệm kỳ giữ chức Người Bảo vệ Nhân dân, bà đã thành công trong việc kêu gọi trả tự do cho những người nông dân ở Chaca (Ayacucho) bị buộc tội khủng bố một cách oan sai; khởi xướng điều tra về việc thành lập Bộ Môi trường (năm 2008); đề xuất cải cách Văn phòng Chuẩn hóa Lương hưu (2008–2009); tiếp nhận vụ án Vilma Palma và đạt được bản án đầu tiên liên quan đến phân biệt đối xử tại Peru (2009); đồng thời đóng góp tích cực trong quá trình xây dựng Luật Tham vấn Trước (2009). Nhìn chung, bà được ghi nhận là người đã góp phần khôi phục hòa bình và bảo vệ các quyền lợi bị xâm phạm của những nhóm dân cư dễ bị tổn thương nhất trong xã hội Peru.

### Sự nghiệp sau này (2011–2015)

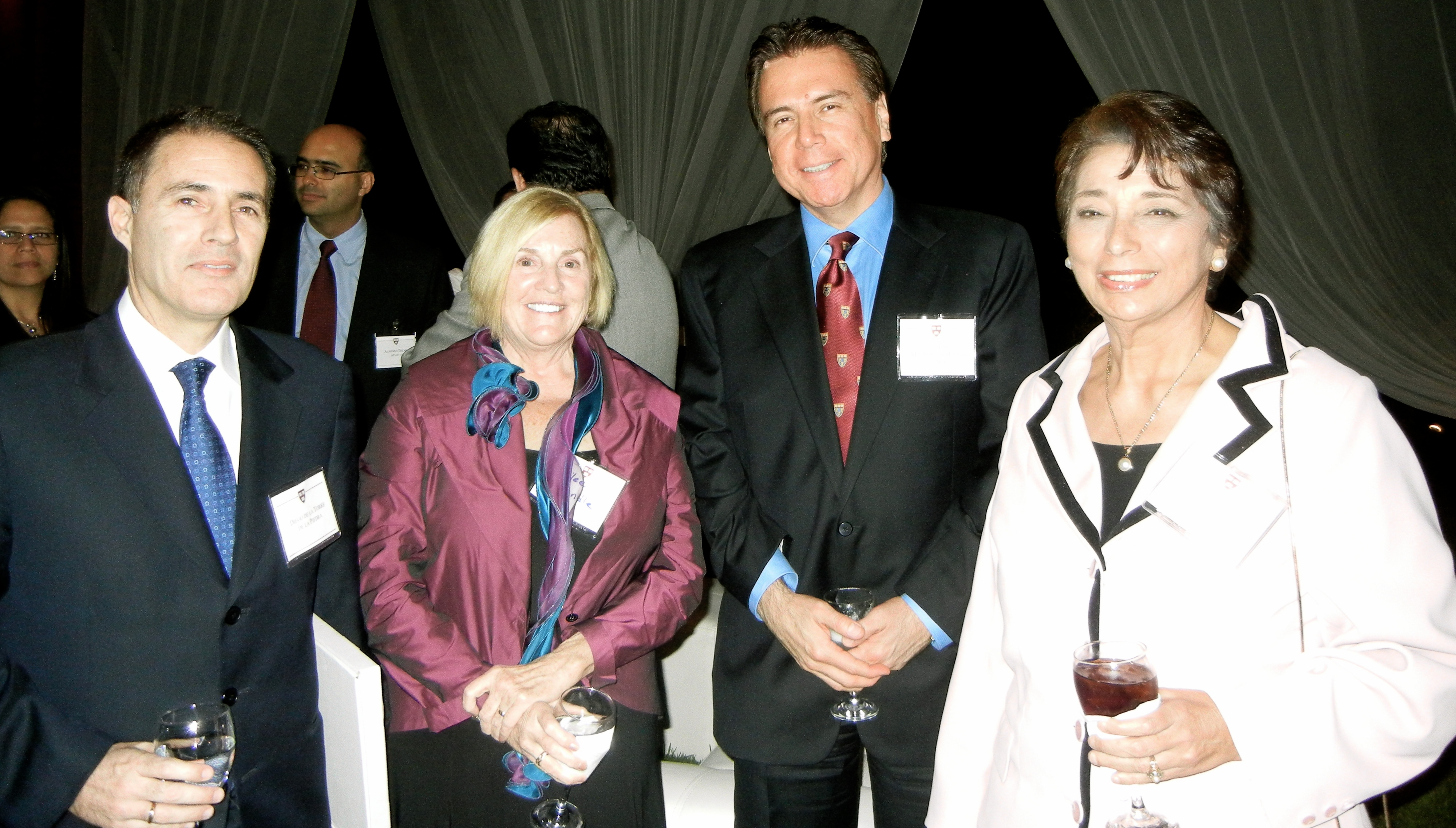
Từ trái sang phải: Doanh nhân hàng đầu Peru Diego de la Torre, Giám đốc Trung tâm Nghiên cứu Mỹ Latinh David Rockefeller Merilee Grindle, Chủ tịch Hiệp hội Cựu sinh viên Trường Luật Harvard tại Peru Víctor M. Marroquín và Merino tại buổi gặp mặt Câu lạc bộ Harvard Peru vào tháng 12 năm 2011.

Nhiệm kỳ của bà tại Văn phòng Người Bảo vệ Nhân dân kết thúc vào năm 2010, nhưng bà tiếp tục đảm nhiệm vị trí này cho đến khi chính thức từ chức vào ngày 30 tháng 3 năm 2011. Người kế nhiệm bà tạm thời là ông Eduardo Luna Vega, cho đến khi Walter Gutiérrez Camacho được bầu vào năm 2016. Sau khi từ nhiệm, bà được bổ nhiệm làm Chủ tịch Hiệp hội Quản lý Lương hưu Công. Bà rời vị trí này vào ngày 16 tháng 1 năm 2012. Trong thời gian tại nhiệm, bà đã đóng góp vào việc mở rộng kiến thức về hệ thống lương hưu tư nhân trên toàn quốc, khởi xướng các sáng kiến nhằm cải thiện quyền lợi cho các thành viên tham gia hệ thống.
Vào tháng 11 năm 2011, bà được bổ nhiệm làm Giám đốc Trung tâm Trách nhiệm Xã hội, Khởi nghiệp và Phát triển Bền vững trực thuộc CENTRUM – trường kinh doanh danh tiếng của Đại học Giáo hoàng Công giáo Peru. Bà giữ chức vụ này đến tháng 11 năm 2015. Song song đó, bà cũng giữ chức Chủ tịch Hiệp hội Dầu khí Quốc gia từ tháng 1 năm 2013 đến tháng 12 năm 2015.
Merino hiện là thành viên của Sáng kiến Lãnh đạo Cấp cao (Advanced Leadership Initiative) tại Đại học Harvard.

### Tranh cãi liên quan đến Đại học César Vallejo (2016–nay)
Về học thuật, từ ngày 8 tháng 2 năm 2016, bà đảm nhiệm vai trò Chủ tịch điều hành Đại học César Vallejo, theo đề cử của ứng viên tổng thống khi đó là César Acuña Peralta – người sau này bị cáo buộc đạo văn trong luận án tiến sĩ và dính líu đến nhiều vụ việc liên quan đến rửa tiền. Sau những cáo buộc này, Francisco Miró Quesada Rada đã từ chức Chủ tịch điều hành, đặc biệt do các cáo buộc đạo văn liên quan đến ông Acuña trong giai đoạn tranh cử.
Dưới sự lãnh đạo của Merino, trường đại học đã chính thức triển khai hệ thống phát hiện đạo văn Turnitin. Trước đó, trường không có bất kỳ công cụ nào để phát hiện đạo văn – trong số những người bị cáo buộc có Tổng thống tương lai Pedro Castillo và Đệ nhất phu nhân Lilia Paredes, cả hai đều từng là học viên cao học của trường vào năm 2012. Gần đây, nhà khoa học Gavin Jones thuộc Cơ quan Lâm nghiệp Hoa Kỳ đã tố cáo rằng hai sinh viên đại học của trường cũng đã đạo văn một bài báo học thuật của ông.

## Giải thưởng và Vinh danh
- Tiến sĩ Danh dự - Đại học Quốc gia Federico Villarreal (2003)
- Tiến sĩ Danh dự - Đại học Tư thục Chiclayo (2003)
- Huân chương Nam Thập tự bậc Đại thập tự - Cộng hòa Liên bang Brazil (2003)
- Huân chương Công trạng bậc Đại thập tự - Cảnh sát Quốc gia Peru (2003)
- Giải thưởng “María Elena Moyano” - Bộ Phụ nữ và Phát triển Xã hội (2003)
- Giải thưởng Lãnh đạo “Robert G. Storey” - Trung tâm Luật Mỹ và Quốc tế (2004)
- Huân chương Mặt trời Peru bậc Đại thập tự (2006)
- Tiến sĩ Danh dự - Đại học Quốc gia Saint Augustine (2007)
- Huy chương Flora Tristán - Đại học Quốc gia San Marcos (2009)
- Huân chương Công trạng Phụ nữ - Bộ Phụ nữ và Phát triển Xã hội (2010)
- Huy chương Công dân Công trạng - Chủ tịch Hội đồng Bộ trưởng Peru (2010)
- Huy chương “Francisco García Calderón” – Đoàn Luật sư Lima (2010)
- Giải thưởng Thành tựu trọn đời - Đại học Harvard (2015)[25]
- Tiến sĩ Danh dự - Đại học César Vallejo (2015)
- Giải thưởng “Người Tiên Phong” - Women Political Leaders (2019)[26]

## Lịch sử bầu cử

### Cơ quan hành pháp
| Năm bầu cử | Chức vụ                       | Liên danh | Liên danh   | Phiếu bầu     | Phiếu bầu | Phiếu bầu | Kết quả     | Nguồn  |
| Năm bầu cử | Chức vụ                       | Liên danh | Liên danh   | Tổng số phiếu | Tỷ lệ %   | Vị trí    | Kết quả     | Nguồn  |
| ---------- | ----------------------------- | --------- | ----------- | ------------- | --------- | --------- | ----------- | ------ |
| 2000       | Second Vice President of Peru |           | We Are Peru | 333,049       | 3.00%     | 3rd       | Not elected | [ 27 ] |

### Cơ quan lập pháp
| Năm bầu cử | Chức vụ                 | Liên danh | Liên danh                    | # | Khu vực bầu cử | Phiếu bầu     | Phiếu bầu | Phiếu bầu | Kết quả | Nguồn  |  |
| Năm bầu cử | Chức vụ                 | Liên danh | Liên danh                    |   | Khu vực bầu cử | Tổng số phiếu | Tỷ lệ %   | Vị trí    | Kết quả | Nguồn  |  |
| ---------- | ----------------------- | --------- | ---------------------------- | - | -------------- | ------------- | --------- | --------- | ------- | ------ |  |
| 1990       | Senator of the Republic |           | Democratic Front             | 7 | Toàn quốc      | 73,428        | 32.06%    | 1st       | Elected | [ 28 ] |  |
| 1995       | Member of Congress      |           | Independent Moralizing Front | 5 | Toàn quốc      | 8,970         | 4.89%     | 4th       | Elected | [ 29 ] |  |

1. 1 2  Presented on an electoral list. The data shown represents the share of the vote the entire party/alliance received in that constituency.